# Quilicura
Quilicura est une commune du Chili, située dans la province et la région métropolitaine de Santiago.

## Géographie

### Situation

Localisation de Quilicura (en rouge) au sein de l'agglomération de Santiago.

La commune s'étend sur 58 km2 au nord-ouest de l'agglomération de Santiago.

## Histoire
Fondée le 10 août 1901, la commune se trouve à l'origine à l'extérieur de la ville de Santiago, mais le développement urbain fait qu'elle est aujourd'hui absorbée dans la banlieue de la capitale. 

## Population et société

### Démographie
La population s'élevait à 203 946 habitants en 2012 et à 240 819 habitants en 2017.

## Économie
De nombreux sites industriels se sont implantés à Quilicura, dont un centre de traitement de la société Google, opérationnel depuis janvier 2015.

## Politique et administration
La commune est dirigée par un maire et huit conseillers élus pour un mandat de quatre ans. Les dernières élections ont eu lieu les 26 et 27 octobre 2024.
| Période                                  | Période         | Identité                    | Étiquette | Qualité |
| ---------------------------------------- | --------------- | --------------------------- | --------- | ------- |
| Les données manquantes sont à compléter. |                 |                             |           |         |
| 26 septembre 1992                        | 6 décembre 2008 | Carmen Romo Sepúlveda (es)  | DC        |         |
| 6 décembre 2008                          | 28 juin 2021    | Juan Carrasco Contreras     | Ind.      |         |
| 28 juin 2021                             | en fonction     | Paulina Bobadilla Navarrete | Ind./FA   |         |

## Transports
La commune est desservie par les stations Ferrocarril, Lo Cruzat et Plaza Quilicura de la ligne 3 du métro de Santiago, ainsi que par le réseau d'autobus Red de l'agglomération de Santiago.